# Kosmos 2313
Kosmos 2313, ruski izviđački satelit iz programa Kosmos. Vrste je US-PM.
Lansiran je 8. lipnja 1995. godine u 04:43 s kozmodroma Bajkonura (Tjuratam) u Kazahstanu. Lansiran je u nisku orbitu oko planeta Zemlje raketom nosačem Ciklon-2 11K69. Orbita mu je bila 403 km u perigeju i 417 km u apogeju. Orbitna inklinacija bila mu je 65,04°. Spacetrackov kataloški broj je 23596. COSPARova oznaka je 1995-028-A. Zemlju je obilazio u 92,76 minuta. Pri lansiranju bio je mase 3150 kg. 
Ponovo je ušao u atmosferu 11. srpnja 1997. godine. Od ovog satelita ostalo je raspadom još 12 dijelova, označenih od 1995-028C do 1995-028P, odnosno od 24853 do 24864. Bili su u orbiti od 154 km do 275 km u perigeju i od 189 km do 648 km u perigeju. Zemlju su obilazili u razmaku od 87,91 minute do 93,76 minuta. Vratili su se u atmosferu 1997. od 7. srpnja do 25. rujna.

## Vanjske poveznice
- N2YO.com Search Satellite Database
- Celes Trak SATCAT Format Documentation (engl.)
- Kunstman  Arhivirana inačica izvorne stranice od 12. kolovoza 2019. (Wayback Machine) Satellites in Orbit (engl.)